# Abel Pacheco
Abel Pacheco de la Espriella (ur. 22 grudnia 1933) – kostarykański polityk, psychiatra, także popularny prezenter programów telewizyjnych nt. kultury oraz pisarz, autor książek i piosenek. Prezydent Kostaryki w latach 2002-2006.
Studiował medycynę na Narodowym Uniwersytecie Meksykańskim oraz psychiatrię na Uniwersytecie Stanowym w Luizjanie. Był dyrektorem Narodowego Szpitala Psychiatrycznego. Działał w Zjednoczonej Partii Chrześcijańsko-Społecznej (PUSC). W wyborach prezydenckich otrzymał 38,5% głosów w pierwszej turze i 58% głosów w drugiej turze. Przeciwnik prywatyzacji przedsiębiorstw. Ojciec szóstki dzieci.